# Suèvres
 Suèvres  es una población y comuna francesa, en la región de Centro, departamento de Loir y Cher, en el distrito de Blois y cantón de Mer.

## Demografía
| 1234 | 1244 | 1147 | 1307 | 1360 | 1371 |
| Para los censos de 1962 a 1999 la población legal corresponde a la población sin duplicidades (Fuente: INSEE [Consultar]) |      |      |      |      |      |